# Liste der Kulturdenkmäler in Schenklengsfeld
Die folgende Liste enthält die in der Denkmaltopographie ausgewiesenen Kulturdenkmäler auf dem Gebiet  der  Stadt Schenklengsfeld, Hersfeld-Rotenburg, Hessen.
Hinweis: Die Reihenfolge der Denkmäler in dieser Liste orientiert sich zunächst an Stadtteilen und anschließend der Anschrift, alternativ ist sie auch nach der Bezeichnung oder der Bauzeit sortierbar.
Kulturdenkmäler werden fortlaufend im Denkmalverzeichnis des Landes Hessen durch das Landesamt für Denkmalpflege Hessen auf Basis des Hessischen Denkmalschutzgesetzes (HDSchG) geführt. Die Schutzwürdigkeit eines Kulturdenkmals hängt nicht von der Eintragung in das Denkmalverzeichnis des Landes Hessen oder der Veröffentlichung in der Denkmaltopographie ab.

## Kulturdenkmale nach Stadtteilen

### Dinkelrode
In Dinkelrode bestehen keine Kulturdenkmale.

### Erdmannrode
| Bild                | Bezeichnung                            | Lage                                                             | Beschreibung | Bauzeit                       | Daten |
| ------------------- | -------------------------------------- | ---------------------------------------------------------------- | ------------ | ----------------------------- | ----- |
| Bild gesucht BW     | Ernhaus Alte Gasse 5                   | Erdmannrode, Alte Gasse 5 LageFlur: 7, Flurstück: 99             |              | Spätes 18. Jahrhundert        |       |
| Bild gesucht BW     | Haupthaus einer Hofanlage Alte Gasse 6 | Erdmannrode, Alte Gasse 6 LageFlur: 7, Flurstück: 101/6          |              | um 1800                       |       |
| Bild gesucht BW     | Wohn-Wirtschaftsgebäude Alte Gasse 6   | Erdmannrode, Am Guckrain 1 LageFlur: 7, Flurstück: 198/1         |              | Mitte 19. Jahrhundert         |       |
| Bild gesucht BW     | Wohnhaus Eiterfelder Straße 5          | Erdmannrode, Eiterfelder Straße 5 LageFlur: 7, Flurstück: 190/4  |              | um 1920                       |       |
| Bild gesucht BW     | Haupthaus einer Hofanlage Ottegasse 4  | Erdmannrode, Ottegasse 4 LageFlur: 7, Flurstück: 169/7           |              | Spätes 19. Jahrhundert        |       |
| Bild gesucht BW     | Hofanlage Ottegasse 9                  | Erdmannrode, Ottegasse 9 LageFlur: 7, Flurstück: 118/2           |              | Mitte 19. Jahrhundert         |       |
| weitere Bilder      | Ehemalige Gerichtsstätte               | Erdmannrode, Steingasse LageFlur: 7, Flurstück: 84/1             |              |                               |       |
| Bild gesucht BW     | Hofanlage Steingasse 2                 | Erdmannrode, Steingasse 2 LageFlur: 7, Flurstück: 91/1           |              | nach 1820                     |       |
| Bild gesucht BW     | Wohnhaus Steingasse 5                  | Erdmannrode, Steingasse 5 LageFlur: 7, Flurstück: 33/1           |              | Zweite Hälfte 18. Jahrhundert |       |
| Evangelische Kirche | Evangelische Kirche                    | Erdmannrode, Steingasse 7 LageFlur: 7, Flurstück: 95 und 96      |              | 1573                          |       |
| Bild gesucht BW     | Hofreite Steingasse 8                  | Erdmannrode, Steingasse 8 LageFlur: 7, Flurstück: 21/2           |              | Mitte 19. Jahrhundert         |       |
| Bild gesucht BW     | Hofanlage Zimmersgasse 1               | Erdmannrode, Zimmersgasse 1 LageFlur: 7, Flurstück: 75/2         |              | nach 1700                     |       |
| Bild gesucht BW     | Hofabschluss Zimmersgasse 4            | Erdmannrode, Zimmersgasse 4 LageFlur: 7, Flurstück: 36/1         |              | nach 1820                     |       |
| Bild gesucht BW     | Wohnhaus Zimmersgasse 5                | Erdmannrode, Zimmersgasse 5 LageFlur: 7, Flurstück: 71/2         |              | um 1800                       |       |
| Bild gesucht BW     | Jüdischer Friedhof                     | Erdmannrode, Außerhalb der Ortslage LageFlur: 6, Flurstück: 84/2 |              | 1869                          |       |

### Hilmes
| Bild                | Bezeichnung                                           | Lage                                                | Beschreibung | Bauzeit                       | Daten |
| ------------------- | ----------------------------------------------------- | --------------------------------------------------- | ------------ | ----------------------------- | ----- |
| Bild gesucht BW     | Gesamtanlage Hilmes                                   | Hilmes Lage                                         |              |                               |       |
| Bild gesucht BW     | Hakenhof Borngasse 4                                  | Hilmes, Borngasse 4 LageFlur: 5, Flurstück: 74/44   |              |                               |       |
| Bild gesucht BW     | Fachwerkwohnhaus Forstweg 3 mit rückwärtigem Backhaus | Hilmes, Forstweg 3 LageFlur: 3, Flurstück: 24/6     |              |                               |       |
| Bild gesucht BW     | Haupthaus und Hofummauerung Fuldastraße 1             | Hilmes, Fuldastraße 1 LageFlur: 5, Flurstück: 24/4  |              | 1855                          |       |
| Bild gesucht BW     | Hofabschluss Fuldastraße 3                            | Hilmes, Fuldastraße 3 LageFlur: 5, Flurstück: 15/3  |              | Erste Hälfte 18. Jahrhundert  |       |
| Bild gesucht BW     | Hofanlage Fuldastraße 4                               | Hilmes, Fuldastraße 4 LageFlur: 4, Flurstück: 8/5   |              | 1765                          |       |
| Bild gesucht BW     | Wohnhaus Fuldastraße 6                                | Hilmes, Fuldastraße 6 LageFlur: 4, Flurstück: 12    |              | Erste Hälfte 18. Jahrhundert  |       |
| Bild gesucht BW     | Pfarrhaus                                             | Hilmes, Werrastraße 1 LageFlur: 3, Flurstück: 64/1  |              | 1794                          |       |
| Bild gesucht BW     | Rähmbau Werrastraße 2                                 | Hilmes, Werrastraße 2 LageFlur: 5, Flurstück: 27/6  |              |                               |       |
| Evangelische Kirche | Evangelische Kirche                                   | Hilmes, Werrastraße 3 LageFlur: 3, Flurstück: 60/2  |              | 1820                          |       |
| Hof Werrastraße 5   | Hof Werrastraße 5                                     | Hilmes, Werrastraße 5 LageFlur: 3, Flurstück: 52/1  |              |                               |       |
| Bild gesucht BW     | Hofabschluss Werrastraße 6                            | Hilmes, Werrastraße 6 LageFlur: 5, Flurstück: 32    |              | Zweite Hälfte 19. Jahrhundert |       |
| Bild gesucht BW     | Hofanlage Werrastraße 8                               | Hilmes, Werrastraße 8 LageFlur: 5, Flurstück: 66/34 |              | um 1800                       |       |
| weitere Bilder      | Burg Landeck                                          | Hilmes LageFlur: 7, Flurstück: 1/8                  |              | 1234                          |       |

### Konrode
| Bild            | Bezeichnung                 | Lage                                                      | Beschreibung | Bauzeit                 | Daten |
| --------------- | --------------------------- | --------------------------------------------------------- | ------------ | ----------------------- | ----- |
| Steinkreuz      | Steinkreuz                  | Konrode, Konroder Straße Flur: 16, Flurstück: 2/5         |              | 13. bis 16. Jahrhundert |       |
| Bild gesucht BW | Ernhaus Konroder Straße 58  | Konrode, Konroder Straße 58 LageFlur: 16, Flurstück: 26/2 |              |                         |       |
| Bild gesucht BW | Hakenhof Konroder Straße 86 | Konrode, Konroder Straße 86 LageFlur: 15, Flurstück: 24/3 |              | Mitte 18. Jahrhundert   |       |
| Bild gesucht BW | Ehemalige Gerichtsstätte    | Konrode, Konroder Straße LageFlur: 16, Flurstück: 7/2     |              |                         |       |
| Bild gesucht BW | Hofabschluss Wiesenweg 5    | Konrode, Wiesenweg 5 LageFlur: 15, Flurstück: 6/2         |              |                         |       |
| Bild gesucht BW | Wohnhaus Wiesenweg 9        | Konrode, Wiesenweg 9 LageFlur: 15, Flurstück: 1/4         |              | Mitte 19. Jahrhundert   |       |

### Lampertsfeld
| Bild            | Bezeichnung | Lage                                            | Beschreibung | Bauzeit                      | Daten |
| --------------- | ----------- | ----------------------------------------------- | ------------ | ---------------------------- | ----- |
| Bild gesucht BW | Vierseithof | Lampertsfeld, Hof 2 LageFlur: 16, Flurstück: 36 |              | Erste Hälfte 18. Jahrhundert |       |
| Bild gesucht BW | Hakenhof    | Lampertsfeld, Hof 3 LageFlur: 16, Flurstück: 34 |              | Mitte 19. Jahrhundert        |       |

### Landershausen
| Bild                      | Bezeichnung                 | Lage                                                      | Beschreibung | Bauzeit                | Daten |
| ------------------------- | --------------------------- | --------------------------------------------------------- | ------------ | ---------------------- | ----- |
| Bild gesucht BW           | Traufenhaus Im Oberdorf 1   | Landershausen, Im Oberdorf 1 LageFlur: 4, Flurstück: 20/6 |              | 1755                   |       |
| Vierseithof Im Oberdorf 2 | Vierseithof Im Oberdorf 2   | Landershausen, Im Oberdorf 2 LageFlur: 4, Flurstück: 1/1  |              | 1765                   |       |
| Hofanlage Im Oberdorf 4   | Hofanlage Im Oberdorf 4     | Landershausen, Im Oberdorf 4 LageFlur: 4, Flurstück: 5/1  |              | 1783                   |       |
| Bild gesucht BW           | Scheune Im Oberdorf 9       | Landershausen, Im Oberdorf 9 LageFlur: 4, Flurstück: 11   |              |                        |       |
| Bild gesucht BW           | Hofabschluss Im Oberdorf 10 | Landershausen, Im Oberdorf 10 LageFlur: 4, Flurstück: 7   |              | Spätes 19. Jahrhundert |       |

### Malkomes
| Bild            | Bezeichnung                       | Lage                                                          | Beschreibung | Bauzeit         | Daten |
| --------------- | --------------------------------- | ------------------------------------------------------------- | ------------ | --------------- | ----- |
| weitere Bilder  | Evangelische Kirche               | Malkomes, Brunnenstraße LageFlur: 3, Flurstück: 14/1          |              | 1734            |       |
| Bild gesucht BW | Ernhaus Brunnenstraße 3           | Malkomes, Brunnenstraße 3 LageFlur: 3, Flurstück: 42          |              | 19. Jahrhundert |       |
| Bild gesucht BW | Hofabschluss Brunnenstraße 8      | Malkomes, Brunnenstraße 8 LageFlur: 3, Flurstück: 16/2        |              |                 |       |
| Bild gesucht BW | Haupthaus Brunnenstraße 12        | Malkomes, Brunnenstraße 12 LageFlur: 3, Flurstück: 58/1       |              |                 |       |
| Bild gesucht BW | Rähmbau Brunnenstraße 14          | Malkomes, Brunnenstraße 14 LageFlur: 3, Flurstück: 56/1       |              |                 |       |
| Bild gesucht BW | Hofabschluss Brunnenstraße 16     | Malkomes, Brunnenstraße 16 LageFlur: 3, Flurstück: 65/1       |              | 1812            |       |
| Bild gesucht BW | Fachwerkhaus Brunnenstraße 18     | Malkomes, Brunnenstraße 18 LageFlur: 3, Flurstück: 67/1       |              | nach 1820       |       |
| Bild gesucht BW | Fachwerkhaus Dinkelröder Straße 3 | Malkomes, Dinkelröder Straße 3 LageFlur: 3, Flurstück: 116/49 |              | 1826            |       |
| Bild gesucht BW | Fachwerkhaus Dinkelröder Straße 5 | Malkomes, Dinkelröder Straße 5 LageFlur: 3, Flurstück: 50/2   |              | um 1800         |       |

### Oberlengsfeld
| Bild                             | Bezeichnung                                  | Lage                                                            | Beschreibung | Bauzeit                      | Daten |
| -------------------------------- | -------------------------------------------- | --------------------------------------------------------------- | ------------ | ---------------------------- | ----- |
| weitere Bilder                   | Haupthaus einer Hofreite Landecker Straße 74 | Oberlengsfeld, Landecker Straße 74 LageFlur: 2, Flurstück: 29/1 |              | 1811                         |       |
| weitere Bilder                   | Rähmbau Landecker Straße 76                  | Oberlengsfeld, Landecker Straße 76 LageFlur: 2, Flurstück: 35/1 |              | um 1800                      |       |
| Hofabschluss Landecker Straße 77 | Hofabschluss Landecker Straße 77             | Oberlengsfeld, Landecker Straße 77 LageFlur: 2, Flurstück: 21/7 |              | 1808                         |       |
| weitere Bilder                   | Wohnhaus Landecker Straße 78                 | Oberlengsfeld, Landecker Straße 78 LageFlur: 2, Flurstück: 40/1 |              | um 1800                      |       |
| Bild gesucht BW                  | Ehemaliges Erntennenhaus Landecker Straße 79 | Oberlengsfeld, Landecker Straße 79 LageFlur: 2, Flurstück: 52/1 |              | 1782                         |       |
| weitere Bilder                   | Traufenhaus Landecker Straße 82              | Oberlengsfeld, Landecker Straße 82 LageFlur: 2, Flurstück: 43/1 |              | 1795                         |       |
| Bild gesucht BW                  | Wohnhaus Landecker Straße 83                 | Oberlengsfeld, Landecker Straße 83 LageFlur: 2, Flurstück: 10/1 |              | Erste Hälfte 18. Jahrhundert |       |
| weitere Bilder                   | Wohnhaus Landecker Straße 84                 | Oberlengsfeld, Landecker Straße 84 LageFlur: 2, Flurstück: 46/7 |              | um 1800                      |       |

### Schenklengsfeld
| Bild                                    | Bezeichnung                                 | Lage                                                                  | Beschreibung | Bauzeit                       | Daten |
| --------------------------------------- | ------------------------------------------- | --------------------------------------------------------------------- | ------------ | ----------------------------- | ----- |
| Bild gesucht BW                         | Gesamtanlage I (Linde)                      | Schenklengsfeld Lage                                                  |              |                               |       |
| Bild gesucht BW                         | Gesamtanlage Kirchplatz                     | Schenklengsfeld Lage                                                  |              |                               |       |
| Bild gesucht BW                         | Wohnhaus Am Rain 3                          | Schenklengsfeld, Am Rain 3 LageFlur: 9, Flurstück: 70                 |              | nach 1820                     |       |
| Bild gesucht BW                         | Mauer                                       | Schenklengsfeld, Am Weinberg LageFlur: 8, Flurstück: 11/2             |              |                               |       |
| Bild gesucht BW                         | Fachwerkwohnhaus Am Weinberg 1              | Schenklengsfeld, Am Weinberg 1 LageFlur: 8, Flurstück: 26/1           |              | Mitte 19. Jahrhundert         |       |
| Bild gesucht BW                         | Dreiseithof Am Weinberg 3                   | Schenklengsfeld, Am Weinberg 3 LageFlur: 8, Flurstück: 24/1           |              | 1874                          |       |
| weitere Bilder                          | Friedhof                                    | Schenklengsfeld, Am Weinberg 1 LageFlur: 8, Flurstück: 2/1            |              | Frühes 17. Jahrhundert        |       |
| weitere Bilder                          | Ehemalige Gerichtsstätte                    | Schenklengsfeld, An der Linde LageFlur: 8, Flurstück: 51/4            |              |                               |       |
| Traufenhaus An der Linde 5              | Traufenhaus An der Linde 5                  | Schenklengsfeld, An der Linde 5 LageFlur: 8, Flurstück: 48            |              | Frühes 18. Jahrhundert        |       |
| Wohnhaus An der Linde 7                 | Wohnhaus An der Linde 7                     | Schenklengsfeld, An der Linde 7 LageFlur: 8, Flurstück: 48            |              | 19. Jahrhundert               |       |
| Bild gesucht BW                         | Traufenhaus An der Linde 9                  | Schenklengsfeld, An der Linde 9 LageFlur: 8, Flurstück: 50/4          |              |                               |       |
| Bild gesucht BW                         | Fachwerkhaus Bahnhofstraße 1                | Schenklengsfeld, Bahnhofstraße 1 LageFlur: 7, Flurstück: 78/1         |              | Erste Hälfte 18. Jahrhundert  |       |
| Bild gesucht BW                         | Wohnhaus Bahnhofstraße 2                    | Schenklengsfeld, Bahnhofstraße 2 LageFlur: 7, Flurstück: 28/3         |              | Mitte 19. Jahrhundert         |       |
| Bahnhof                                 | Bahnhof                                     | Schenklengsfeld, Bahnhofstraße 24 LageFlur: 12, Flurstück: 14/6       |              | 1912                          |       |
| Bild gesucht BW                         | Steinkreuz                                  | Schenklengsfeld, Friedewalder Straße LageFlur: 5, Flurstück: 94/38    |              | 13. bis 16. Jahrhundert       |       |
| Bild gesucht BW                         | Fachwerkhaus Friedewalder Straße 3          | Schenklengsfeld, Friedewalder Straße 3 LageFlur: 5, Flurstück: 104/38 |              | Mitte 19. Jahrhundert         |       |
| Bild gesucht BW                         | Seitlicher Hofabschluss Hersfelder Straße 2 | Schenklengsfeld, Hersfelder Straße 2 LageFlur: 7, Flurstück: 33/2     |              | um 1800                       |       |
| Bild gesucht BW                         | Hakenhof Hersfelder Straße 13               | Schenklengsfeld, Hersfelder Straße 13 LageFlur: 8, Flurstück: 83/2    |              | um 1800                       |       |
| Bild gesucht BW                         | Wohnhaus Hersfelder Straße 25               | Schenklengsfeld, Hersfelder Straße 25 LageFlur: 8, Flurstück: 150/92  |              | Mitte 19. Jahrhundert         |       |
| Bild gesucht BW                         | Obermühle                                   | Schenklengsfeld, Hünfelder Straße 17 LageFlur: 11, Flurstück: 24/2    |              | 1808                          |       |
| Bild gesucht BW                         | Fachwerkhaus Im schwarzen Grund 3           | Schenklengsfeld, Im schwarzen Grund 3 LageFlur: 8, Flurstück: 37      |              | 1669                          |       |
| Bild gesucht BW                         | Traufenhaus Kanalstraße 8                   | Schenklengsfeld, Kanalstraße 8 LageFlur: 7, Flurstück: 56/2           |              | vor 1800                      |       |
| Bild gesucht BW                         | Hofanlage Kanalstraße 9                     | Schenklengsfeld, Kanalstraße 9 LageFlur: 6, Flurstück: 44/3           |              | vor 1800                      |       |
| Bild gesucht BW                         | Hakenhof Kanalstraße 10                     | Schenklengsfeld, Kanalstraße 10 LageFlur: 7, Flurstück: 57            |              | 19. Jahrhundert               |       |
| weitere Bilder                          | Evangelische Kirche                         | Schenklengsfeld, Kirchplatz o.N. LageFlur: 7, Flurstück: 83/3         |              | Ende 15. Jahrhundert          |       |
| Bild gesucht BW                         | Traufenhaus Kirchplatz 1                    | Schenklengsfeld, Kirchplatz 1 LageFlur: 7, Flurstück: 4/1             |              | um 1800                       |       |
| Bild gesucht BW                         | Ehemalige Schule                            | Schenklengsfeld, Kirchplatz 2 LageFlur: 7, Flurstück: 3/2             |              | 19. Jahrhundert               |       |
| Bild gesucht BW                         | Fachwerkhaus Kirchplatz 3                   | Schenklengsfeld, Kirchplatz 3 LageFlur: 7, Flurstück: 17/3            |              | 1752                          |       |
| Bild gesucht BW                         | Wohnhaus Kirchplatz 5                       | Schenklengsfeld, Kirchplatz 5 LageFlur: 7, Flurstück: 16/1            |              | Spätes 18. Jahrhundert        |       |
| Bild gesucht BW                         | Wohnhaus Konröder Straße 17                 | Schenklengsfeld, Konröder Straße 17 LageFlur: 9, Flurstück: 97/9      |              | Zweite Hälfte 19. Jahrhundert |       |
| weitere Bilder                          | Ehemaliges Gasthaus                         | Schenklengsfeld, Landecker Straße 2 LageFlur: 7, Flurstück: 35/2      |              | nach 1820                     |       |
| Bild gesucht BW                         | Mauer                                       | Schenklengsfeld, Landecker Straße 5 LageFlur: 8, Flurstück: 50/3      |              |                               |       |
| Wohnhaus Landecker Straße 15            | Wohnhaus Landecker Straße 15                | Schenklengsfeld, Landecker Straße 15 LageFlur: 5, Flurstück: 26/2     |              | Frühes 18. Jahrhundert        |       |
| Bild gesucht BW                         | Wohnhaus Pfarrtor 2                         | Schenklengsfeld, Pfarrtor 2 LageFlur: 7, Flurstück: 19/1              |              | Frühes 19. Jahrhundert        |       |
| Bild gesucht BW                         | Grabenmühle                                 | Schenklengsfeld, Raiffeisenstraße 21 LageFlur: 6, Flurstück: 22/2     |              | nach 1800                     |       |
| Wohn-Wirtschaftsgebäude Rathausstraße 8 | Wohn-Wirtschaftsgebäude Rathausstraße 8     | Schenklengsfeld, Rathausstraße 8 LageFlur: 7, Flurstück: 40/1         |              | vor 1700                      |       |
| Bild gesucht BW                         | Hofanlage Ringstraße 4                      | Schenklengsfeld, Ringstraße 4 LageFlur: 9, Flurstück: 12              |              | um 1800                       |       |
| Bild gesucht BW                         | Wohnhaus Sankt-Georg-Straße 11              | Schenklengsfeld, Sankt-Georg-Straße 11 LageFlur: 6, Flurstück: 38/1   |              | um 1800                       |       |
| Bild gesucht BW                         | Jüdischer Friedhof                          | Schenklengsfeld, Außerhalb der Ortslage LageFlur: 12, Flurstück: 9/2  |              | 1870                          |       |

### Schenksolz
| Bild            | Bezeichnung         | Lage                                               | Beschreibung | Bauzeit | Daten |
| --------------- | ------------------- | -------------------------------------------------- | ------------ | ------- | ----- |
| Bild gesucht BW | Ehemalige Solzmühle | Schenksolz, Bornweg 16 LageFlur: 16, Flurstück: 57 |              | 1788    |       |

### Unterweisenborn
| Bild            | Bezeichnung                    | Lage                                                       | Beschreibung | Bauzeit               | Daten |
| --------------- | ------------------------------ | ---------------------------------------------------------- | ------------ | --------------------- | ----- |
| Bild gesucht BW | Dreiseithof Nr. 2              | Unterweisenborn, Nr. 2 LageFlur: 6, Flurstück: 42/1        |              | Mitte 19. Jahrhundert |       |
| Bild gesucht BW | Hofanlage Nr. 9                | Unterweisenborn, Nr. 9 LageFlur: 6, Flurstück: 56 und 57/1 |              | 1858                  |       |
| Bild gesucht BW | Hofabschluss Nr. 11            | Unterweisenborn, Nr. 11 LageFlur: 6, Flurstück: 59/1       |              | 1838                  |       |
| Bild gesucht BW | Ehemalige Mühle                | Unterweisenborn, Nr. 16 LageFlur: 4, Flurstück: 26/2       |              | 1801                  |       |
| Bild gesucht BW | Fachwerkhaus Nr. 25            | Unterweisenborn, Nr. 25 LageFlur: 6, Flurstück: 8          |              | 1850                  |       |
| Bild gesucht BW | Fachwerkhaus Nr. 26            | Unterweisenborn, Nr. 26 LageFlur: 6, Flurstück: 35         |              | 19. Jahrhundert       |       |
| Bild gesucht BW | Wohn-Wirtschaftsgebäude Nr. 28 | Unterweisenborn, Nr. 28 LageFlur: 6, Flurstück: 88/33      |              | Mitte 18. Jahrhundert |       |
| Bild gesucht BW | Hofreite Nr. 34                | Unterweisenborn, Nr. 34 LageFlur: 6, Flurstück: 27         |              | 1749                  |       |
| Bild gesucht BW | Haupthaus Nr. 35               | Unterweisenborn, Nr. 35 LageFlur: 6, Flurstück: 18/1       |              | 1808                  |       |
| Bild gesucht BW | Rähmbau Nr. 36                 | Unterweisenborn, Nr. 36 LageFlur: 6, Flurstück: 25/1       |              | 18. Jahrhundert       |       |

### Wehrshausen
| Bild            | Bezeichnung                  | Lage                                                       | Beschreibung | Bauzeit                       | Daten |
| --------------- | ---------------------------- | ---------------------------------------------------------- | ------------ | ----------------------------- | ----- |
| Bild gesucht BW | Hofabschluss Anger 2         | Wehrshausen, Anger 2 LageFlur: 8, Flurstück: 35/4          |              | Mitte 19. Jahrhundert         |       |
| Bild gesucht BW | Vierseithof Soisbergstraße 2 | Wehrshausen, Soisbergstraße 2 LageFlur: 8, Flurstück: 74/2 |              | Zweite Hälfte 19. Jahrhundert |       |
| Bild gesucht BW | Hakenhof Soisbergstraße 4    | Wehrshausen, Soisbergstraße 4 LageFlur: 8, Flurstück: 76/1 |              | Mitte 19. Jahrhundert         |       |
| Bild gesucht BW | Hofanlage Soisbergstraße 8   | Wehrshausen, Soisbergstraße 8 LageFlur: 8, Flurstück: 82/1 |              | 1806                          |       |

### Wippershain
| Bild            | Bezeichnung                                 | Lage                                                                | Beschreibung | Bauzeit                 | Daten |
| --------------- | ------------------------------------------- | ------------------------------------------------------------------- | ------------ | ----------------------- | ----- |
| Steinkreuz      | Steinkreuz                                  | Wippershain                                                         |              | 13. bis 16. Jahrhundert |       |
| Bild gesucht BW | Wohn-Wirtschaftsgebäude 3. Straße Nr. 1     | Wippershain, 3. Straße Nr. 1 LageFlur: 3, Flurstück: 15/1           |              | 1862                    |       |
| Bild gesucht BW | Fachwerkwohnhaus 9. Straße Nr. 1            | Wippershain, 9. Straße Nr. 1 LageFlur: 2, Flurstück: 39             |              | Mitte 19. Jahrhundert   |       |
| Bild gesucht BW | Unterstallhaus 9. Straße Nr. 8              | Wippershain, 9. Straße Nr. 8 LageFlur: 3, Flurstück: 62             |              | um 1800                 |       |
| Bild gesucht BW | Scheune 12. Straße Nr. 1                    | Wippershain, 12. Straße Nr. 1 LageFlur: 2, Flurstück: 42            |              | 1780                    |       |
| Bild gesucht BW | Gasthaus mit Festsaal                       | Wippershain, 12. Straße Nr. 4 LageFlur: 2, Flurstück: 37/4 und 77/4 |              | 1839                    |       |
| weitere Bilder  | Evangelische Kirche                         | Wippershain, 12. Straße Nr. 7 LageFlur: 2, Flurstück: 48 und 50/1   |              | 1680                    |       |
| Bild gesucht BW | Haupthaus einer Hofanlage 101. Straße Nr. 1 | Wippershain, 101. Straße Nr. 1 LageFlur: 2, Flurstück: 1/1          |              | 1839                    |       |

### Wüstfeld
| Bild            | Bezeichnung                         | Lage                                                          | Beschreibung | Bauzeit                | Daten |
| --------------- | ----------------------------------- | ------------------------------------------------------------- | ------------ | ---------------------- | ----- |
| Bild gesucht BW | Ehemalige Schule                    | Wüstfeld, Alte Schule 4 LageFlur: 5, Flurstück: 21/1          |              | 1930er Jahre           |       |
| Bild gesucht BW | Hakenhof Am Borngarten 4            | Wüstfeld, Am Borngarten 4 LageFlur: 4, Flurstück: 63/3        |              | 1874                   |       |
| Bild gesucht BW | Wohnhaus Am Borngarten 6            | Wüstfeld, Am Borngarten 6 LageFlur: 4, Flurstück: 75/4        |              |                        |       |
| Wasserturm      | Wasserturm                          | Wüstfeld, Buchenweg LageFlur: 4, Flurstück: 68/4              |              | 1932                   |       |
| Bild gesucht BW | Vierseithof Erdmannsroder Straße 5  | Wüstfeld, Erdmannsroder Straße 5 LageFlur: 5, Flurstück: 15/2 |              | 1707                   |       |
| Bild gesucht BW | Fachwerkhaus Erdmannsroder Straße 7 | Wüstfeld, Erdmannsroder Straße 7 LageFlur: 5, Flurstück: 14/3 |              | Spätes 19. Jahrhundert |       |